# Stephen Forsyth
Stephen Forsyth est un acteur et photographe canadien, actif dans le cinéma italien de genre durant les années 1960.

## Biographie
Pour poursuivre une carrière cinématographique, le Canadien Stephen Forsyth s'est installé en Italie au milieu des années 1960. Il obtient des rôles secondaires dans quelques westerns spaghetti et films d'espionnage. En 1968, Valerio Zurlini le fait jouer dans son film Assis à sa droite. Il abandonne définitivement le septième art après Une hache pour la lune de miel (1970), réalisé par Mario Bava.
Parallèlement à son activité d'acteur, il enregistre un single de musique pop sous le label CAR Juke Box.
Au milieu des années 1970, il retourne au Canada et se consacre à la photographie. Certaines de ses œuvres sont exposées au Musée d'art moderne de New York.

## Filmographie
- 1964 : L'idea fissa de Mino Guerrini
- 1964 : Geneviève de Brabant (Genoveffa di Brabante) de Riccardo Freda et José Luis Monter
- 1965 : L'Homme de Tolède (El hombre de Toledo) d'Eugenio Martín
- 1966 : Un mercenaire reste à tuer (All'ombra di una colt) de Giovanni Grimaldi
- 1966 : La mort paye en dollars (Furia a Marrakech) de Mino Loy et Luciano Martino
- 1967 : Quand l'heure de la vengeance sonnera (La morte non conta i dollari) de Riccardo Freda
- 1967 : Acid - Delirio dei sensi (it) de Giuseppe Maria Scotese
- 1968 : El Sancho, c'est le temps de mourir (Sangue chiama sangue) de Luigi Capuano
- 1968 : Assis à sa droite (Seduto alla sua destra) de Valerio Zurlini
- 1970 : Une hache pour la lune de miel (Il rosso segno della follia) de Mario Bava